# Улица Карла Маркса (Архангельск)
Улица Карла Маркса (до 1920 года Лютеранская или Кирочная) — центральная улица Архангельска, расположенная в Октябрьском округе между улицами Попова и Свободы. Проходит от Набережной Северной Двины до проспекта Советских Космонавтов. Протяжённость улицы около километра.

## История

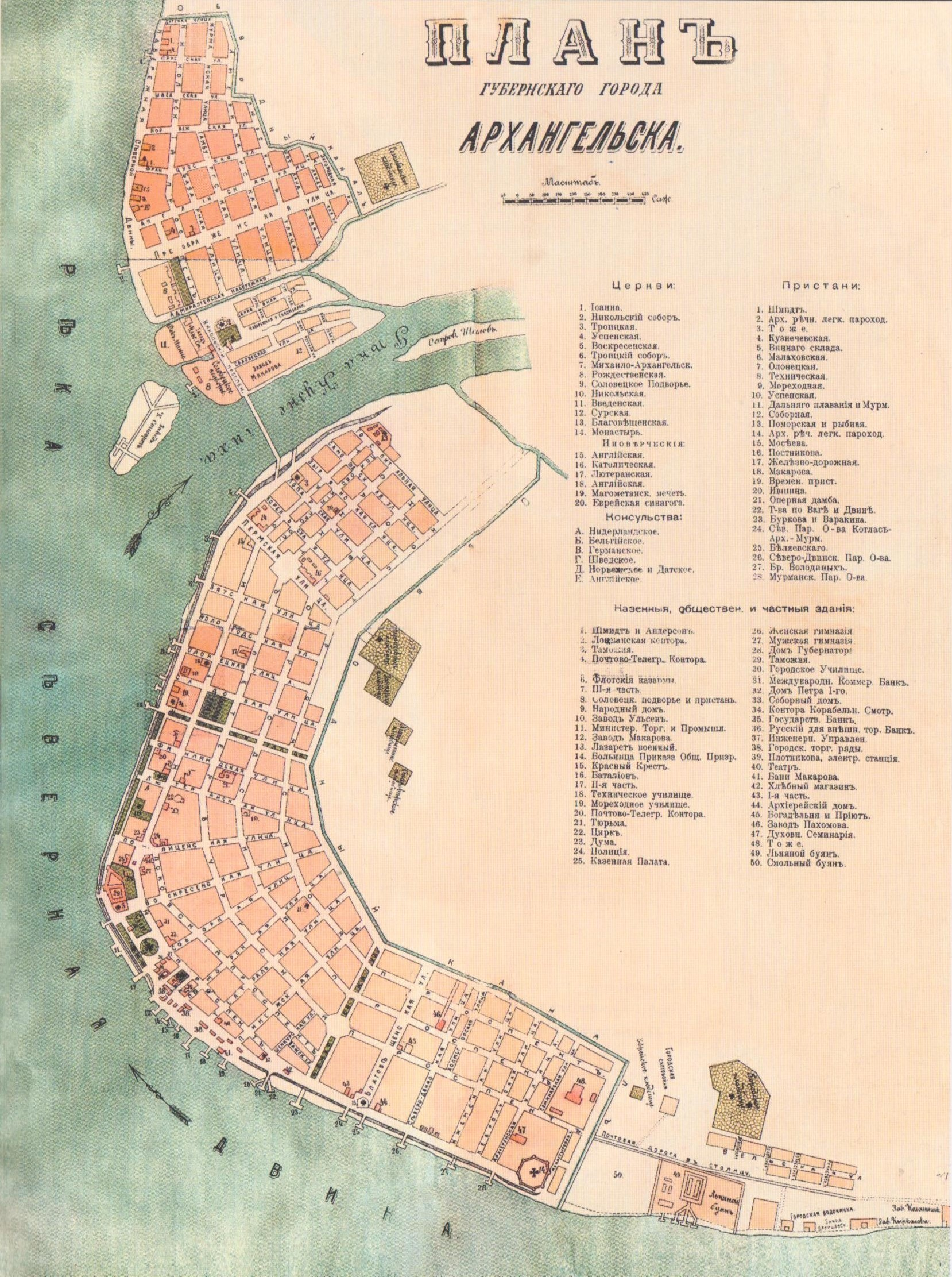
Карта Архангельска 1890 года

Улица находится в бывшей Немецкой слободе, в которой жили торговцы, потомки выходцев из стран Западной Европы.
Современное название в честь немецкого философа и экономиста Карла Маркса (1818—1883), основоположника теории марксизма, получила по решению пленума Архангельского уездгорисполкома 23 июля 1920 года (спустя всего лишь пять месяцев после освобождения Севера от антисоветских сил) в числе первых двадцати улиц города.
Историческое название Лютеранская или Кирочная в честь расположенной на ней кирхи Святой Екатерины (построена в 1768 году, одно из старейший зданий в городе), в которой после реставрации 1987 года находится Камерный зал филармонии (памятник архитектуры).
На улице находилось мореходное училище, учреждённое указом императрицы Екатерины II ещё в 1781 году в Холмогорах, в 1786 году переведённое в Архангельск, Архгубчека.
В 1993 году у выхода улицы к Северной Двине открыт Памятник Юнгам Северного флота (работы скульптора Фридриха Согаяна).
В 2018 году на перекрестке улиц Карла Маркса и Новгородского проспекта открыта мечеть

## Достопримечательности
Памятниками архитектуры на улице Карла Маркса являются дома К. Ю. Спаде (д. 6, 1916 год), С. П. Корельского (д. 35, 1901 год) и Шарина (Гендриксена, д. 43, 1911 год).
д. 40 — Магометанская мечеть

## Известные жители
На д. 12 установлена мемориальная доска в честь писателя Николая Кузьмича Жернакова (1914—1988), который жил и работал в этом здании.

## Галерея

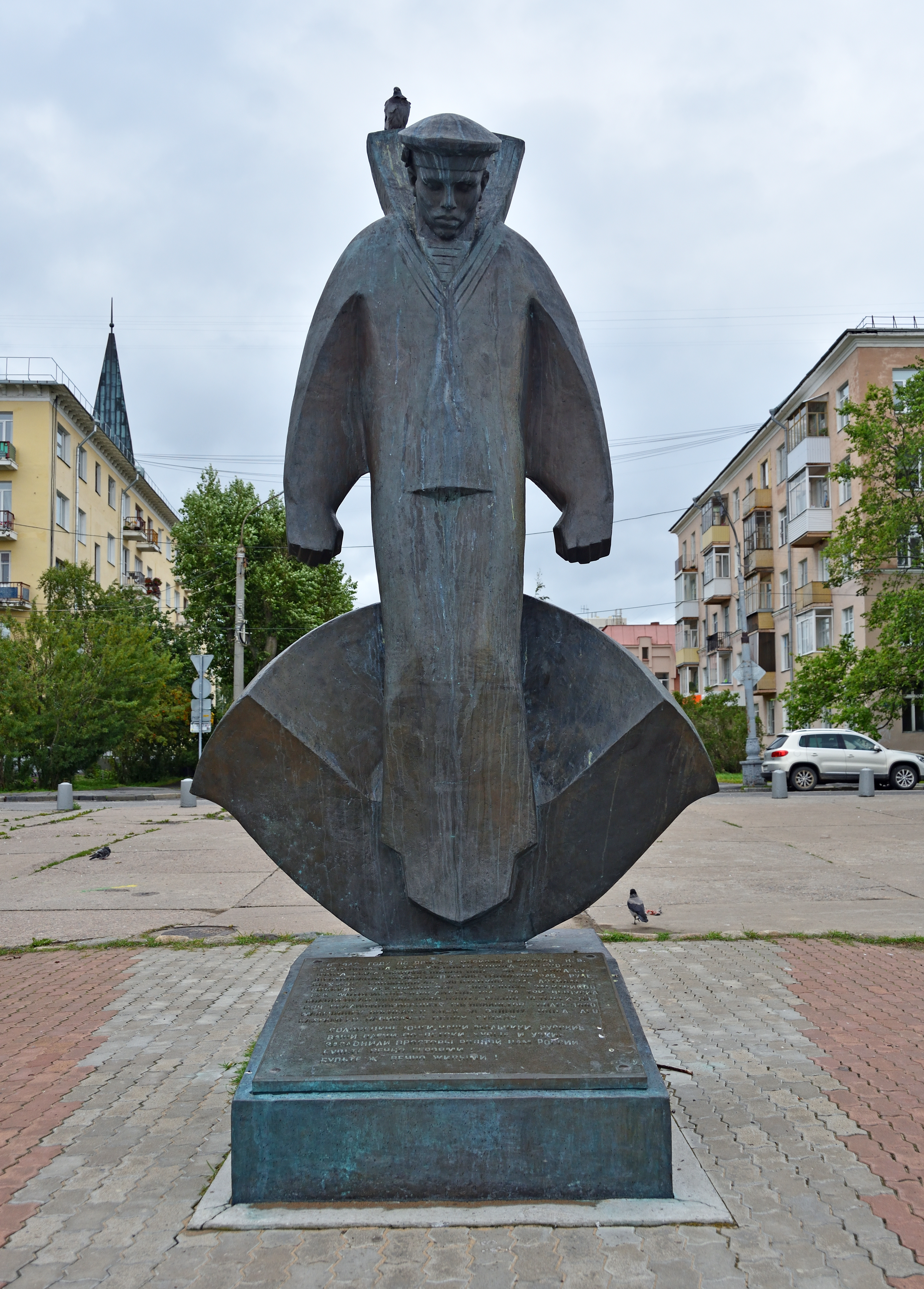
Памятник Юнгам Северного флота
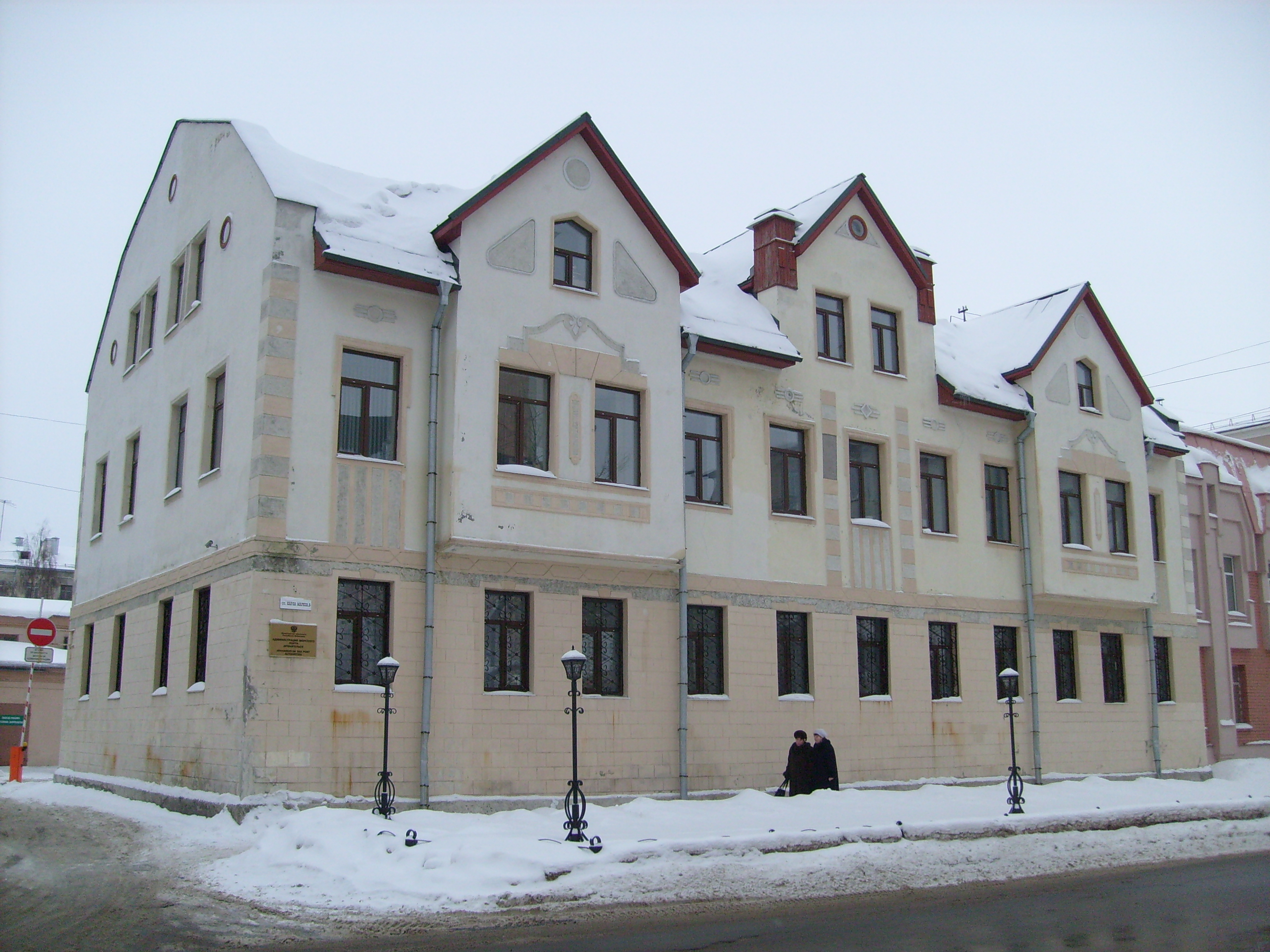
Дом К. Ю. Спаде
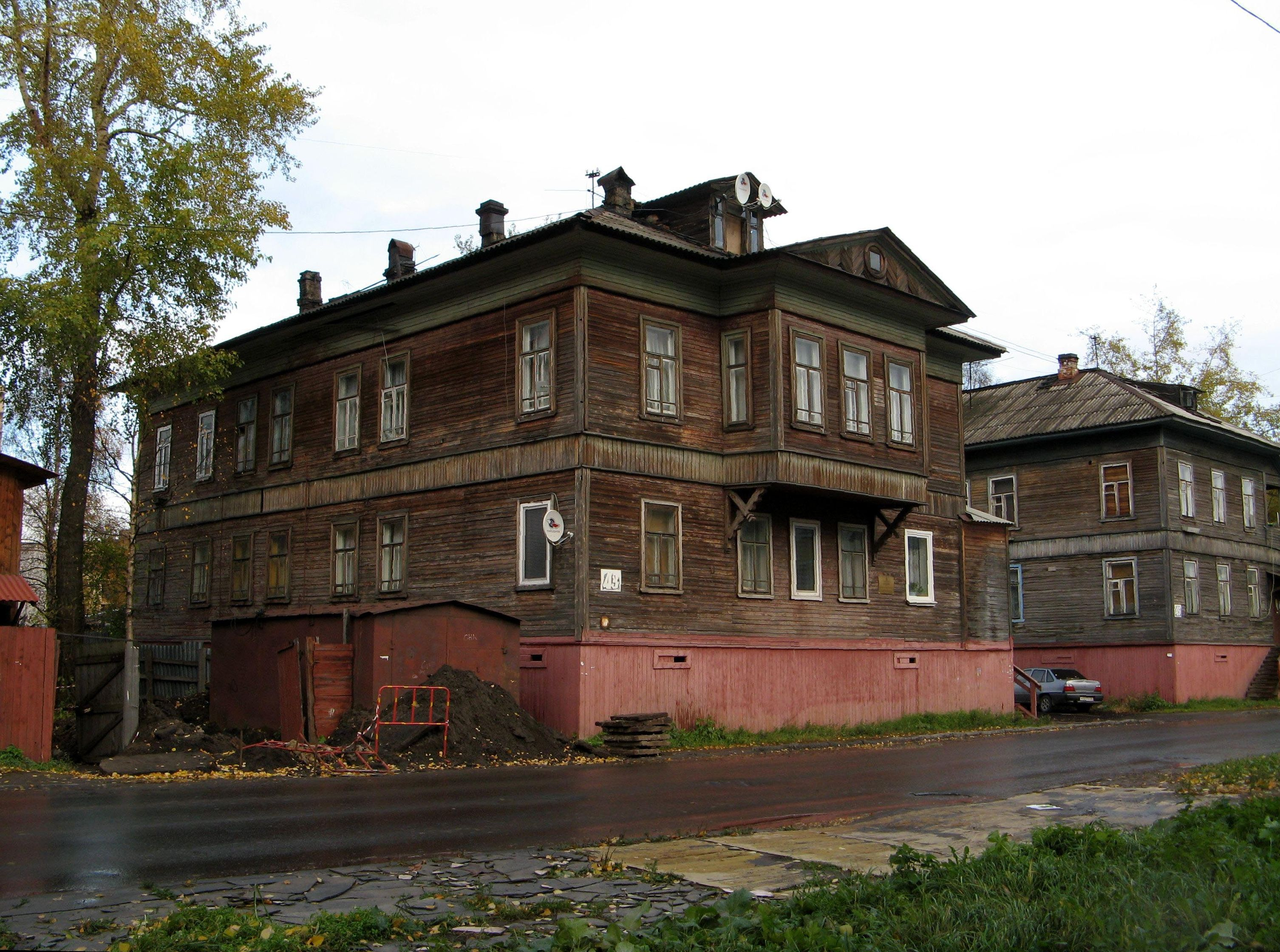
Дом Шарина (Гендриксена)
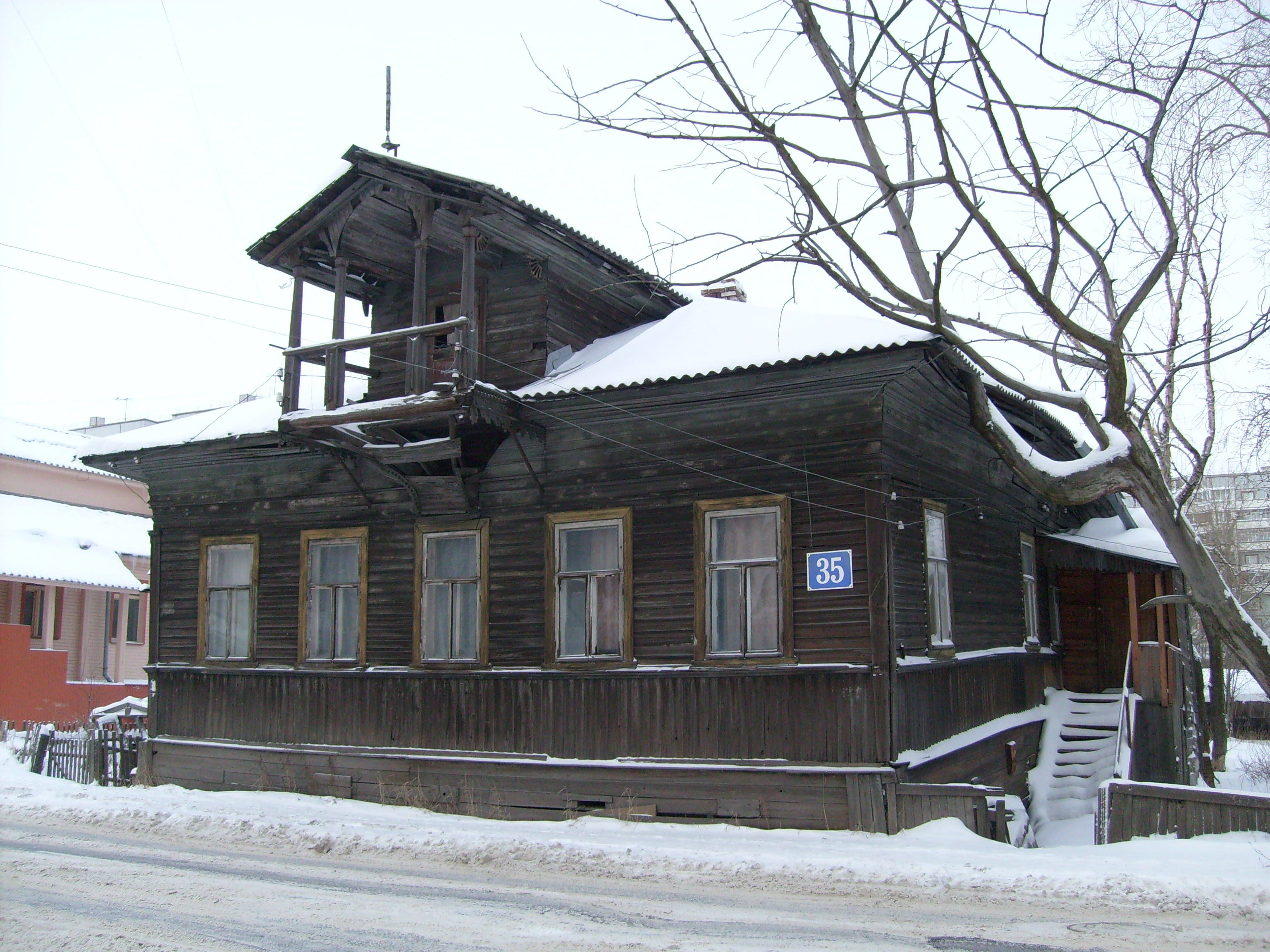
Дом С. П. Корельского
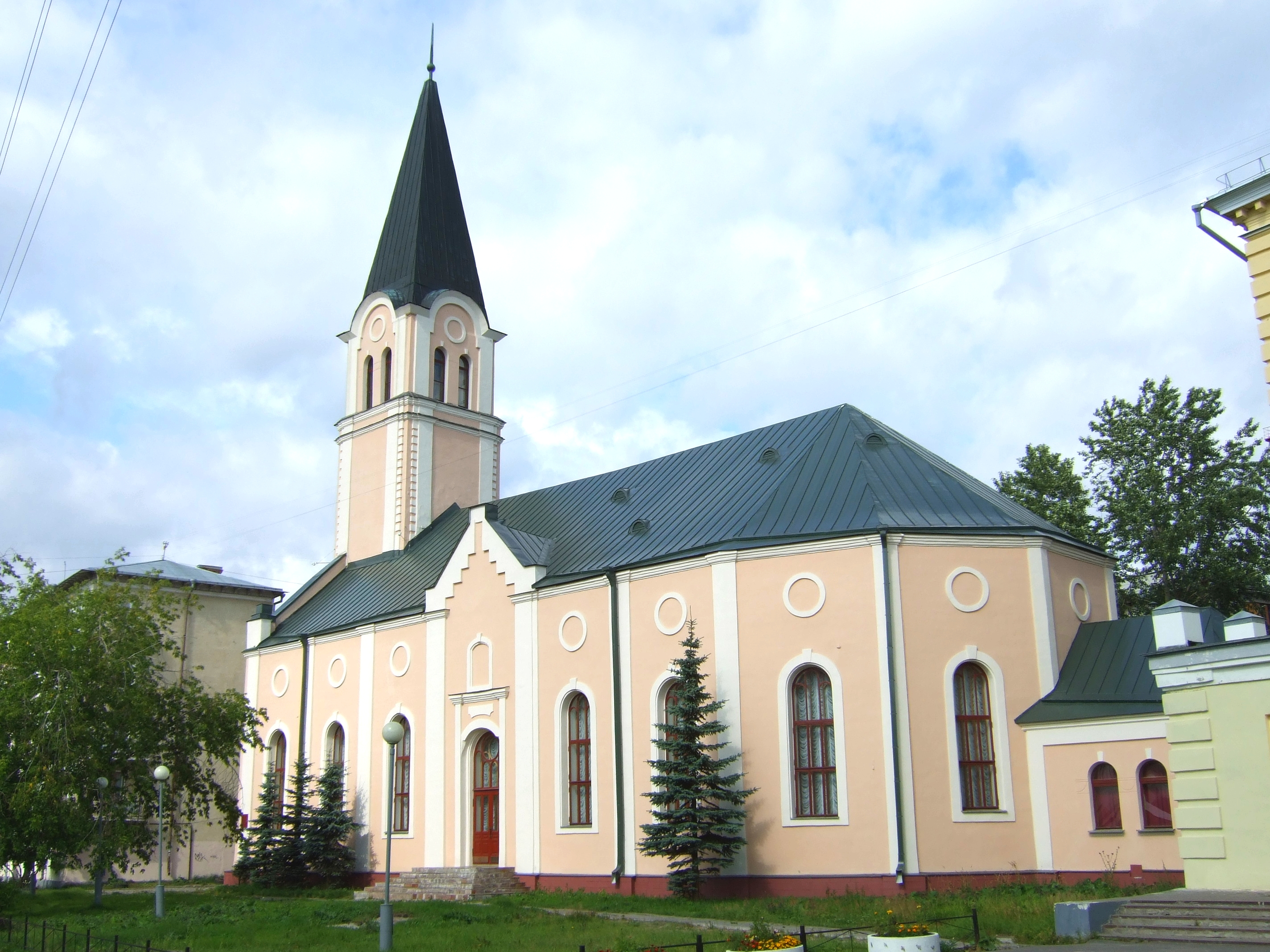
Кирха Святой Екатерины